# 芭雅岛
芭雅岛马来西亚吉打州西部马六甲海峡的岛屿，它是由巴雅岛（Pulau Payar）与其附近3个小岛，包括斯敢东岛（Palau Segantang）、玻璃岛（Palau Kaca）、伦部岛（Pulau Lembu）等4个小岛所组合而成。芭雅岛被茂密清翠的树林覆盖着以及洁白幼滑的沙滩的沙滩围绕着，是马来西亚最令人心旷神怡的美丽海岛之一。 1985年被政府列为马来西亚海洋保护区，岛上设有芭雅岛海洋公园，可供游客潜水并欣赏海中的各种热带鱼类和美丽的珊瑚。

## 交通
- 吉打港口码头与浮罗交怡瑞典咸码头都有提供芭雅岛快艇服务。